# Wet Dreams (Artemas)
Wet Dreams è un singolo di Artemas, pubblicato l'11 luglio 2024 come estratto dal terzo mixtape Yustyna.

## Tracce
1. Wet Dreams – 1:40